# Torre de Sant Gregori
La Torre de Sant Gregori és un monument del municipi de Sant Gregori (Gironès) declarat bé cultural d'interès nacional.

## Descripció
És una construcció aïllada formada per l'addició successiva de diferents volums. Les parets portants són de maçoneria arrebossada i amb restes de pintura a les façanes exteriors, deixant a la vista els carreus que emmarquen les obertures i les cantonades de l'edificació. Les cobertes són de teula àrab. A l'angle Oest hi ha una torre de defensa de planta quadrada, desenvolupada en planta baixa tres plantes superiors i coberta a quatre vessants, que conserva obertures en forma d'espitlleres a les façanes. El cos central és de planta rectangular, desenvolupat en planta baixa, pis i golfes i cobert a una vessant. A la façana sud-oest (principal) hi havia hagut dos grans finestrals, convertits posteriorment en balcons, un d'ells amb un guardapols de pedra amb dos caps esculturats. El cos més lateral es desenvolupa en planta baixa i un pis i coberta a dues vessants. Els sostres interiors són fets amb voltes de rajol.